# Molex (azienda)

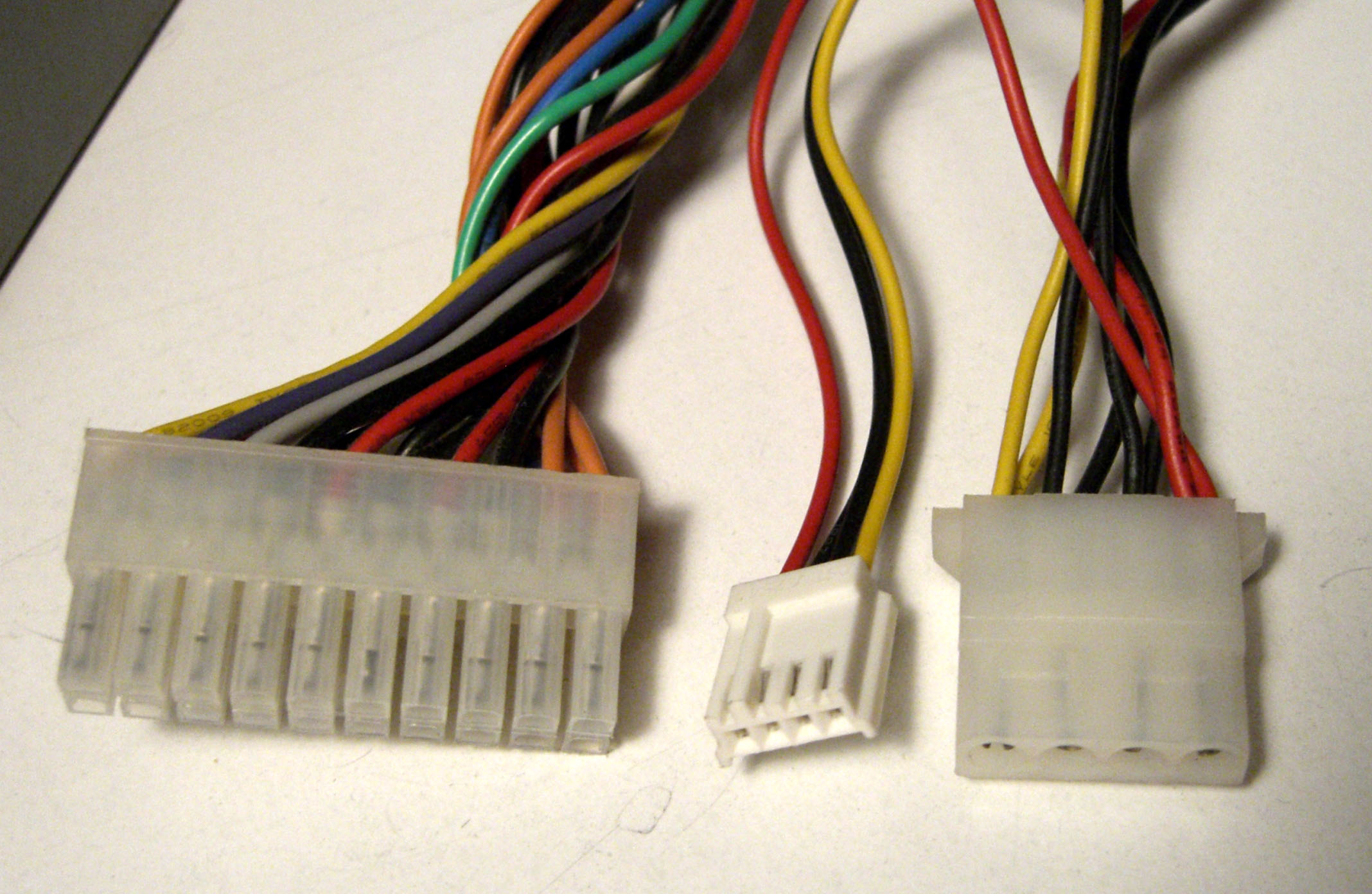
Vari tipi di connettore Molex. Da sinistra verso destra si vedono: il connettore a 20 pin delle schede madri, il connettore dei lettori floppy e quello per gli apparati ottici (Compact disc, DVD, ecc.) e di memorizzazione (Disco rigido)

Molex Incorporated è una società statunitense di elettronica, specializzata nelle connessioni elettriche.

## Storia
L'azienda nacque nel 1938 ad opera di Frederick August Krehbiel, fondatore della Molex Products Company. Frederick e suo figlio Edwin svilupparono il materiale che diede il nome all'azienda: il Molex; un materiale termoplastico modellabile e resistente composto da pietra calcarea e sottoprodotti industriali.
Successivamente iniziò la produzione di connettori, tra i quali dal 1953 l'omonimo connettore Molex, per la General Electric e altri costruttori. Molex acquisì la Woodhead Industries nel 2006. Molex fu coinvolta nella sua storia nello sviluppo delle prime autoradio, telefoni cellulari e HDTV.
Nel 2009, Hermann Simon menziona la società come un esempio di hidden champion (campione nascosto) in quanto uno dei produttori maggiori di connessioni elettriche presenti all'interno di milioni di dispositivi nel mondo e non nota al grande pubblico come marchio.
Nel settembre 2013 le Koch Industries comprano Molex per 7,2 miliardi di dollari.